# ドイツ語の文法
本稿では標準ドイツ語の文法を示す。

## 格
格 (Kasus, Fall) は、名詞句や代名詞が文の中でどのような役を担うかを文法的に示す語形変化であり、ドイツ語では重要である。ラテン語や古典ギリシア語などの古典語と異なり、名詞自体の格変化はごく一部に残るだけで、多くの場合は限定詞（冠詞など）が格を表示する点に特徴がある。
ドイツ語の格には主格 (Nominativ)、属格 (Genitiv)、与格 (Dativ)、対格 (Akkusativ) がある。なお日本では（学術的用途も含めて）これらの格をそれぞれ1格・2格・3格・4格と呼ぶことがある。これはドイツ語の 1. Fall, 2. Fall, 3. Fall, 4. Fall に相当し、また Werfall, Wes(sen)fall, Wemfall, Wenfall の名称もある。しかし、英米のドイツ語教育では使われず、また（表にする場合等の）順序もnominative, accusative, genitive, dative（米では dative, genitive）の順となる。ドイツ・オーストリアにおいては初等教育で 1. Fall, Werfall 等が用いられる。なお、ドイツではラテン語は今日では必修科目ではないため（選択科目）、ラテン語起源のNominativ等を中等教育以降用いることは、ラテン語教育とは関係ない。単なる文法用語としての位置づけである。

## 代名詞
代名詞 (Pronomen, Fürwort) は名詞句の代わりに使われる機能語である。なお、伝統的なドイツ語文法では、限定詞のことも代名詞と呼ぶ。指示限定詞の der を除き、限定詞は形を変えずに代名詞になれる。

### 人称代名詞
人称代名詞 (Personalpronomen, persönliches Fürwort) は話し手（一人称）、聞き手（二人称）、および文脈上明らかな第三者や物（三人称）を指し示す代名詞である。
|      | 格       | 一人称 | 二人称 | 三人称 | 三人称 | 三人称          | 三人称  |
| 男性 | 格       | 一人称 | 二人称 | 女性   | 中性   | 敬称 （二人称） |         |
| ---- | -------- | ------ | ------ | ------ | ------ | --------------- | ------- |
| 単数 | 主格 (1) | ich    | du     | er     | sie    | es              | (Sie)   |
| 単数 | 属格 (2) | meiner | deiner | seiner | ihrer  | seiner          | (Ihrer) |
| 単数 | 与格 (3) | mir    | dir    | ihm    | ihr    | ihm             | (Ihnen) |
| 単数 | 対格 (4) | mich   | dich   | ihn    | sie    | es              | (Sie)   |
| 複数 | 主格 (1) | wir    | ihr    | sie    | sie    | sie             | Sie     |
| 複数 | 属格 (2) | unser  | euer   | ihrer  | ihrer  | ihrer           | Ihrer   |
| 複数 | 与格 (3) | uns    | euch   | ihnen  | ihnen  | ihnen           | Ihnen   |
| 複数 | 対格 (4) | uns    | euch   | sie    | sie    | sie             | Sie     |

1. 敬称は二人称（単複ともに）の代わりに使われるが、文法上は三人称複数である。本来の sie と区別するため、大文字で始める。なお、英語の I は大文字で書くが、ドイツ語の ich は（文頭以外では）大文字で書かない。
2. 三人称単数の er, sie, es はそれぞれ既出の男性・女性・中性名詞句の代わりであるが、人間を直接示す場合は er, sie を使える。つまり、少女を中性名詞の Mädchen で示しても、その後に sie を使って良い。
3. 主格は主語に、与格は基本的に間接目的語と与格支配の前置詞の目的語、対格は直接目的語に使われる。属格は、属格支配の動詞、形容詞、前置詞などとともに用いる場合に限られる。
Ich bin Student.（私は学生です）
Gehe statt meiner!（私の代わりに行ってくれ）
Er gibt ihr das Buch.（彼は彼女にその本を与える）
Sie liebt uns.（彼女は私たちを愛している）
4. 属格の meiner, deiner, seiner にはそれぞれ mein, dein, sein という古い形がある。
  - Vergiss mein nicht.（私のことを忘れないで。）→ワスレナグサ

### 親称・敬称
二人称は親称の du（単数）、ihr（複数）と敬称の Sie（単複同じ）があり、15歳以下の子供と大人の間では子供が大人に敬称、大人が子供に親称を用いるが、大人同士では普通互いに敬称を用いるか、親称を用いるかのいずれである。上下によるものではないため、上司に du を用いることもある。逆に上司と部下が顔を合わせる機会が少ない関係にある場合、双方から Sie で呼び合うこともある。なお、書籍などではポライトネスが直接要求されないため du を用いるのが普通（例えば「参照せよ」「…ページを見よ」などは du に対する命令形を用いる）。また、ドイツ語版ウィキペディアのコミュニティーにおいても du が用いられている。
大人の間では一般的に du の呼称は与えられるものである。 Sie で呼び合う関係がより親密になったことで「今日から私を du と呼べ」などと言われる（相手を du で呼ぶ許可も暗に求めている）。これ以外で du を用いると非常な失礼に当たるし、du で呼び合う関係でありながら改まった席でもないのに Sie を用いるとそれまでの良好な関係を否定することにつながる。なお、ドイツ語話者は du で呼びあう関係では場面を問わず du を用いるのが一般的。
呼びかけには Sie で呼ぶ人には「～さん、～様」に当たる「Herr（男性）/Frau（女性） + 苗字または肩書き」を用い、du で呼ぶ人にはファーストネームまたは愛称を用いるのを基本とし、年下の相手には Sie を用いていてもファーストネームで呼び掛けることも少なくない。親密になって Sie で呼びあう関係から du で呼びあう関係に移行した時、同時に「Herr/Frau...」という呼び方をやめてファーストネームに呼び変える。

### 指示代名詞
指示代名詞 (Demonstrativpronomen, hinweisendes Fürwort) は、会話の場や文脈において人や物を直接指す限定詞・代名詞である。
| 格       | 単数   | 単数   | 単数   | 複数   |
| 格       | 男性   | 女性   | 中性   | 複数   |
| -------- | ------ | ------ | ------ | ------ |
| 主格 (1) | dieser | diese  | dieses | diese  |
| 属格 (2) | dieses | dieser | dieses | dieser |
| 与格 (3) | diesem | dieser | diesem | diesen |
| 対格 (4) | diesen | diese  | dieses | diese  |

1. この dieser と同じ格変化をする指示代名詞には、jener と solcher がある。
2. 疑問代名詞 welcher、不定代名詞 jeder（ただし単数のみ）、不定数詞 aller, mancher も dieser と同じ格変化をする。

| 格       | 単数   | 単数  | 単数   | 複数  |
| 格       | 男性   | 女性  | 中性   | 複数  |
| -------- | ------ | ----- | ------ | ----- |
| 主格 (1) | der    | die   | das    | die   |
| 属格 (2) | dessen | deren | dessen | deren |
| 与格 (3) | dem    | der   | dem    | denen |
| 対格 (4) | den    | die   | das    | die   |

1. der が限定詞である時の格変化は定冠詞と同じであるが、代名詞の時は上記の表のようになる。
2. 複数属格には deren の他にふつう関係代名詞の先行詞として用いられる derer がある。
3. 事物をさす指示代名詞が前置詞と融合して da-（その前置詞が母音で始まっているときは dar-）になることがある。この場合は大抵 da- にアクセントがある。damit, daraus など。

### 所有代名詞
ドイツ語の文法では、所有限定詞をしばしば「所有代名詞」(Possessivpronomen, besitzanzeigendes Fürwort) と呼ぶ。
| 格       | 単数   | 単数   | 単数   | 複数   |
| 格       | 男性   | 女性   | 中性   | 複数   |
| -------- | ------ | ------ | ------ | ------ |
| 主格 (1) | mein   | meine  | mein   | meine  |
| 属格 (2) | meines | meiner | meines | meiner |
| 与格 (3) | meinem | meiner | meinem | meinen |
| 対格 (4) | meinen | meine  | mein   | meine  |

1. 所有代名詞には上記 mein のほかに、dein, sein, ihr, unser, euer, Ihr があり、同じ格変化をする。
2. 否定を表す不定代名詞 kein も mein と同じ格変化をする。

Ich bin kein Student. Ich bin noch Schüler.
（私は大学生ではありません。まだ生徒です）
注) ドイツ語の Student（男子学生）、Studentin（女子学生）は大学生を指すときに使い、それよりも下の学校の生徒には Schüler（男子生徒）、Schülerin（女子生徒）を使う。
英語であれば、上記の文は、
I am not a student. I am still a pupil.
となるが、ドイツ語では nicht を使うより上記の文のほうが普通である。

### 関係代名詞
関係代名詞 (Relativpronomen, bezügliches Fürwort) は関係節を導く代名詞である。
| 格       | 単数   | 単数  | 単数   | 複数  |
| 格       | 男性   | 女性  | 中性   | 複数  |
| -------- | ------ | ----- | ------ | ----- |
| 主格 (1) | der    | die   | das    | die   |
| 属格 (2) | dessen | deren | dessen | deren |
| 与格 (3) | dem    | der   | dem    | denen |
| 対格 (4) | den    | die   | das    | die   |

1. 指示代名詞 der の名詞的用法と同じである。
2. 関係代名詞 welcher は dieser と同じ格変化であるが、属格の形は用いられない。
3. 事物を先行詞とする関係代名詞が前置詞と一緒に用いられると、wo-（その前置詞が母音で始まっているときは wor-）になることがある。
例: womit, woran など

### 疑問代名詞
疑問代名詞 (Interrogativpronomen, fragendes Fürwort) は疑問文において内容が問われる代名詞である。
| 格       | 人     | 事物   |
| -------- | ------ | ------ |
| 主格 (1) | wer    | was    |
| 属格 (2) | wessen | wessen |
| 与格 (3) | wem    | was    |
| 対格 (4) | wen    | was    |

1. wessen には wes という古い形がある。
2. was の属格はほとんど用いられない。与格の was はふつう俗語である。
3. was が前置詞と一緒に用いられると、wo-（その前置詞が母音で始まっているときは wor-）となる。例: woher, worauf など。
4. 疑問代名詞 welcher は指示代名詞 dieser と同じ格変化をする。
5. 疑問代名詞 was für ein では、ein が不定冠詞の格変化をする。was für ein が名詞的に用いられると ein は不定代名詞 einer と同じ格変化をする。

### 不定代名詞
不定代名詞 (Indefinitpronomen, unbestimmtes Fürwort) は不定の人や物を指す代名詞である。
| 主格 (1) | man     | jemand     | niemand     | jedermann  |
| 属格 (2) | (eines) | jemand[e]s | niemand[e]s | jedermanns |
| 与格 (3) | einem   | jemand[em] | niemand[em] | jedermann  |
| 対格 (4) | einen   | jemand[en] | niemand[en] | jedermann  |

1. man を er で受けることはできない。代わりに man を繰り返す。ただし、所有代名詞は sein を用いる。
2. これらの不定代名詞は三人称単数として扱われる。

以下は不定限定詞である。
| 格       | 単数    | 単数    | 単数    | 複数      |
| 格       | 男性    | 女性    | 中性    | 複数      |
| -------- | ------- | ------- | ------- | --------- |
| 主格 (1) | einer   | eine    | ein[e]s | welche    |
| 属格 (2) | (eines) | (einer) | (eines) | (welcher) |
| 与格 (3) | einem   | einer   | einem   | welchen   |
| 対格 (4) | einen   | eine    | ein[e]s | welche    |

1. 属格はふつう用いられない。
2. 語尾は指示代名詞 dieser と同じである。
3. kein が名詞的に用いられると dieser と同じ格変化をする。
4. etwas と nichts は格変化しない。

### 再帰代名詞
再帰代名詞 (Reflexivpronomen, rückbezügliches Fürwort) は主語と同一の人や物を指す代名詞である。主格は存在しない。また、一・二人称は人称代名詞と同じである。
|      | 格       | 一人称 | 二人称 | 三人称 | 三人称 | 三人称          | 三人称  |
| 男性 | 格       | 一人称 | 二人称 | 女性   | 中性   | 敬称 （二人称） |         |
| ---- | -------- | ------ | ------ | ------ | ------ | --------------- | ------- |
| 単数 | 主格 (1) | -      | -      | -      | -      | -               | (-)     |
| 単数 | 属格 (2) | meiner | deiner | seiner | ihrer  | seiner          | (Ihrer) |
| 単数 | 与格 (3) | mir    | dir    | sich   | sich   | sich            | (sich)  |
| 単数 | 対格 (4) | mich   | dich   | sich   | sich   | sich            | (sich)  |
| 複数 | 主格 (1) | -      | -      | -      | -      | -               | -       |
| 複数 | 属格 (2) | unser  | euer   | ihrer  | ihrer  | ihrer           | ihrer   |
| 複数 | 与格 (3) | uns    | euch   | sich   | sich   | sich            | sich    |
| 複数 | 対格 (4) | uns    | euch   | sich   | sich   | sich            | sich    |

1. 再帰代名詞とは、主に三人称の主語が自分（達）のために行う行為を表すために用いられる。
  - Er kauft ihm das Buch.（彼は彼（主語とは別人）にその本を買う。）
  - Er kauft sich das Buch.（彼は自分のためにその本を買う。）
2. 通常の代名詞と同じく、meiner, deiner, seiner にはそれぞれ mein, dein, sein という古い形がある。
3. 再帰の意味を明確にするために selbst と一緒に用いられることがある。属格を目的語にとる動詞が三人称で再帰的に使われるときは必須となる。
  - Er spottet seiner selbst.（彼は自嘲する。）
4. 再帰代名詞の複数は相互代名詞として用いられることがある。
  - Wir lieben uns.（私達は愛し合っている。）

## 動詞
主文の定動詞は文の構成要素の内、2番目におかれる。V2語順を参照すること。このため、英語とは異なり、主語が最初に来ないとき、主語は動詞の次におかれる。主語は原則として省略はされない。
ドイツ語の動詞は、法・態・時制・人称・数に従って活用する。動詞は規則変化する動詞と不規則変化をする動詞に分かれる。規則変化する動詞は弱変化動詞ともいい、不規則変化をする動詞は強変化動詞、混合変化動詞、そして若干の本来の不規則変化動詞（sein, werden等）に分類される。ただしこの分類は、主に不定形・過去基本形・過去分詞の形態の変化に基くもので、人称および数に従う変化は語尾の規則的変化である場合が多い。
ドイツ語の時制は、現在と過去である。英語では、未来を表す時は一般に助動詞 will を加えるが、ドイツ語では未来の事象について助動詞 werden は必須ではなく、むしろ推測の意味が前面に出るので、時制とはいいきれない。
ドイツ語では対格目的語をとるものを「他動詞」という。他動詞は haben 支配である。

### 規則動詞
規則動詞の活用を、「学ぶ」という意味の規則動詞 lernen（語幹 lern + 語尾 en）を例として示す。

#### 動詞の3基本形
不定詞: 語幹 + en
lernen
過去基本形: 語幹 + te
lernte
過去分詞: ge + 語幹 + t
gelernt

#### 現在
|        | 単数         | 複数         |
| ------ | ------------ | ------------ |
| 一人称 | -e (lerne)   | -en (lernen) |
| 二人称 | -st (lernst) | -t (lernt)   |
| 三人称 | -t (lernt)   | -en (lernen) |

敬称の二人称 (Sie) は文法的には三人称複数なので、lernen と活用する。

#### 接続法第I式
|        | 単数           | 複数         |
| ------ | -------------- | ------------ |
| 一人称 | -e (lerne)     | -en (lernen) |
| 二人称 | -est (lernest) | -et (lernet) |
| 三人称 | -e (lerne)     | -en (lernen) |

#### 過去
-∅ はゼロ接辞を表す。
|        | 単数           | 複数            |
| ------ | -------------- | --------------- |
| 一人称 | -∅ (lernte)    | -(e)n (lernten) |
| 二人称 | -st (lerntest) | -t (lerntet)    |
| 三人称 | -∅ (lernte)    | -(e)n (lernten) |

### 強変化動詞
強変化動詞の活用を、「見つける」という意味の動詞 finden（語幹 find + 語尾 en）を例として示す。語尾変化は規則動詞と同様。

#### 動詞の3基本形
不定詞: 語幹 + en
finden
過去基本形: 語幹（変音）
fand
過去分詞: ge + 語幹（変音） + en
gefunden

### 混合変化動詞
混合変化動詞の活用を、「知る」という意味の動詞 kennen（語幹 kenn + 語尾 en）を例として示す。語尾変化は規則動詞と同様。

#### 動詞の3基本形
不定詞: 語幹 + en
kennen
過去基本形: 語幹（変音） + te
kannte
過去分詞: ge + 語幹（変音） + t
gekannt

### sein の活用
sein はコピュラであり、英語の be、フランス語の être などに相当する。日本語では「である」、「ある」と訳される。 定動詞としての用法のほか、完了時制の助動詞となる。

#### 動詞の3基本形
不定詞sein
過去基本形war
過去分詞gewesen

#### 現在
|        | 単数 | 複数 |
| ------ | ---- | ---- |
| 一人称 | bin  | sind |
| 二人称 | bist | seid |
| 三人称 | ist  | sind |

敬称の二人称 (Sie) は文法的には三人称複数なので、sind を用いる。

#### 接続法第I式
|        | 単数   | 複数  |
| ------ | ------ | ----- |
| 一人称 | sei    | seien |
| 二人称 | seiest | seiet |
| 三人称 | sei    | seien |

#### 過去
|        | 単数  | 複数  |
| ------ | ----- | ----- |
| 一人称 | war   | waren |
| 二人称 | warst | wart  |
| 三人称 | war   | waren |

### haben の活用
haben は、英語の have などに相当する。日本語では「持つ」と訳されることもある。定動詞としての用法のほか、完了時制の助動詞としても使われる。 

#### 動詞の3基本形
不定詞haben
過去基本形hatte
過去分詞gehabt

#### 現在
|        | 単数 | 複数  |
| ------ | ---- | ----- |
| 一人称 | habe | haben |
| 二人称 | hast | habt  |
| 三人称 | hat  | haben |

敬称の二人称 (Sie) は文法的には三人称複数なので、haben を用いる。

#### 接続法第I式
|        | 単数   | 複数  |
| ------ | ------ | ----- |
| 一人称 | habe   | haben |
| 二人称 | habest | habet |
| 三人称 | habe   | haben |

#### 過去
|        | 単数    | 複数   |
| ------ | ------- | ------ |
| 一人称 | hatte   | hatten |
| 二人称 | hattest | hattet |
| 三人称 | hatte   | hatten |

### werden の活用
werden も、上記 sein, haben に劣らず重要な動詞である。本動詞として「～になる」（英語: become）の意味をもつほか、過去分詞と共に受動態、不定詞と共に未来（あるいは推量）を作る助動詞でもある。

#### 動詞の3基本形
不定詞werden
過去基本形wurde
過去分詞geworden（本動詞 werden の場合）/ worden（受動態を作る助動詞 werden の場合）
過去・接続法は規則どおりであるが、現在は不規則である。

#### 現在
|        | 単数  | 複数   |
| ------ | ----- | ------ |
| 一人称 | werde | werden |
| 二人称 | wirst | werdet |
| 三人称 | wird  | werden |

### 複合動詞
複合動詞 (zusammengesetztes Verb) とは複合語の動詞である。前つづり（接頭辞）により挙動が異なる。
| 種類   | 前つづり | 特徴 |
| ------ | --- | --- |
| 非分離 | be-, emp-, ent-, er-, ge-, ver-, zer-; miss-                                                                             | 1. 前つづりに強勢が無い。 2. zu 不定詞は通常の動詞と同じ。（例: zu verstehen） 3. 過去分詞に ge- を付けない。語頭に許される非強勢音節は 1 個だけのため。（例: verstanden）                                            |
| 分離   | an-, auf-, aus-, bei-, mit-, nach-, vor-, zu-; ab-, ein-, empor-, fort-, hin-, her-, los-, weg-, zurück-, zusammen- など | 1. 前つづりに強勢がある。 2. V2語順により動詞が移動するときは、前つづりを分離する。 3. 不定詞の zu は前つづりの後ろに置かれる。（例: aufzustehen） 4. 過去分詞の ge- は前つづりの後ろに置かれる。（例: aufgestanden） |
| 両方   | durch-, hinter-, über-, um-, unter-, voll-, wider-, wieder-                                                              | これらの前つづりは分離、非分離の両方がある。強勢の有無で区別できる。 |

## 名詞
名詞 (Substantiv, Hauptwort) は必ず大文字から始まる。なお代名詞は名詞ではない。また、男性・女性・中性の性を持ち、それぞれ男性名詞 (Maskulinum (m.) – ein männliches Hauptwort)・女性名詞 (Femininum (f.) – ein weibliches Hauptwort)・中性名詞 (Neutrum (n.) – ein sächliches Hauptwort) という。また、複数 (Plural, 略: Pl.) になると、名詞の性に関わらず複数の形を取る。
複数型の語尾には、-（無語尾）, -e, -er, -(e)n, -sの五つのパターンが存在する。名詞の複数形は、名詞の性および単数形の語尾と密接な関係がある。-sによる複数は外来語や略語、他の品詞が名詞化された場合などに用いられる。他の四つは次のようになる。
1. -el, -en, -erで終わる名詞（女性名詞に-enはない）
  - 男性：無語尾（幹母音がウムラウトするものとしないものがある。）

　　　-n（-erで終わる弱変化名詞。非常に少数。主格以外の単数形にも-nを付ける。弱変化でない男性名詞はVetterのみ。）
  - 中性：無語尾（幹母音はウムラウトしない。例外はKlosterのみ。）

　　　-leinで終わる名詞もこれに準じて無語尾。
  - 女性：-n

　　　無語尾（MutterとTochterのみ。幹母音がウムラウトする。）
2. 上記以外の子音で終わる名詞
  - 男性：-e（大多数。幹母音がウムラウトするものとしないものがある。）

　　　-en（弱変化名詞。主格以外の単数形にも-enを付ける。Herrは主格以外の単数形には-n、複数形には-enを付ける。弱変化名詞でない男性名詞はNachbar, Mast, Schmerz, Staat, Strahlおよび-orで終わる外来語のみ。）
　　　-er（Geist, Gott, Irrtum, Leib, Mann, Rand, Reichtum, Strauch, Wald, Wurmのみ。幹母音はウムラウトする。）
  - 中性：-e（幹母音はウムラウトしない。例外はFloßのみ。）

　　　-er（幹母音はウムラウトする。）
　　　-en（Ohr, Bett, Hemd, Insektのみ。Herzは複数が-enとなるだけでなく、単性属格が-ens、単数与格・対格が-enとなる。）
  - 女性：-en（大多数）

　　　-e（幹母音はウムラウトする。）
3. -e（圧倒的に女性名詞が多い。）
  - 男性：-n（弱変化名詞。主格以外の単数形にも-nを付ける。Buchstabe, Funke, Gedanke, Glaube, Name, Willeは単数属格が-nsとなる。弱変化名詞でない男性名詞は「湖」という意味のSeeのみ。）
  - 中性：無語尾（Ge-で始まる名詞）

　　　-n（Auge, Endeのみ）
  - 女性：-n

女性名詞は圧倒的に-(e)n型が多く、-er型はない。また女性名詞は冠詞等によって与格以外の単数形と複数形を区別することができないので、幹母音がウムラウトしない無語尾型はない。（幹母音がウムラウトする無語尾型も上に示したようにMutterとTochterのみ。）
無語尾型は本来は-e型だったが、アクセントのないeが二つ重なるのを避けるために省略されたもの。（同様の理由で-el, -en, -erで終わる男性・中性の単数与格に-eは付けないし、単数属格は-esとはならず常に-sである。）-e型及び無語尾型の幹母音は、女性名詞は必ずウムラウトし、中性名詞は上に示した極少数の例外を除きウムラウトしない。男性名詞はウムラウトする場合としない場合があるので、一つずつ覚えなければならない。
-er型は本来中性名詞の一部にのみ用いられていたが、勢力を拡大し、一部の男性名詞にも用いられるようになった。幹母音は必ずウムラウトする。
その他の外来語（ラテン語・ギリシア語）
- -umで終わる中性名詞：-en
- -al, -ilで終わる中性名詞：-alien, -ilien
- -ismusで終わる男性名詞：-ismen

中性名詞 Klima のようにギリシャ語、ラテン語と同様の複数形を持つ場合もある。
ドイツ語の名詞句を構成する冠詞、形容詞、名詞には、いずれも格変化が存在する。しかし、ラテン語やギリシャ語と違い、構成要素のうちいずれか一カ所で性・数・格の判別がつくのであれば他の部分は必ずしもそれらを明示しなくてもよいという特徴を持つ（例に挙げた二つの言語では全ての要素の性・数・格を一致させる）。したがって、名詞句の構成のされ方によってどの部分で格が示されるかに注意を払う必要がある。
また、ドイツ語では複合名詞が作りやすいため、よく使われている。複合名詞は複数の名詞をスペースを入れずにつなげて表記するので、そのままでは辞書に出てこない場合も多い。

### 冠詞
冠詞には定冠詞 der（英語の the）と不定冠詞 ein（英語の a/an）, keinがある。複数の不定はゼロ冠詞である。
|      | 単数      | 単数        | 単数     | 複数       |
| 男性 | 女性      | 中性        |          | 複数       |
| ---- | --------- | ----------- | -------- | ---------- |
| 定   | der Vater | die Mutter  | das Kind | die Briefe |
| 不定 | ein Vater | eine Mutter | ein Kind | Briefe     |

### 格変化
定冠詞の付いた名詞句の格変化 (Deklination) を以下に示す。
| 格       | 単数       | 単数       | 単数       | 複数        |
| 格       | 男性       | 女性       | 中性       | 複数        |
| -------- | ---------- | ---------- | ---------- | ----------- |
| 主格 (1) | der Vater  | die Mutter | das Kind   | die Briefe  |
| 属格 (2) | des Vaters | der Mutter | des Kindes | der Briefe  |
| 与格 (3) | dem Vater  | der Mutter | dem Kind   | den Briefen |
| 対格 (4) | den Vater  | die Mutter | das Kind   | die Briefe  |

ちなみに少し古いドイツ語では、男性・中性名詞（語尾が-el, -en, -erのものと、男性弱変化名詞は除く）の単数与格には、 -e の語尾が（ギリシャ語の与格のイオタと同様）付いていた。また複数が-(e)nとなる女性名詞は本来弱変化名詞で、主格以外の単数形にも-(e)nが付いていた。そのため現代ドイツ語でも熟語化した表現にはこの語尾が現れることがある。例えば nach Hause や zu Hause、auf Erden など。

## 形容詞
形容詞 (Adjektiv, Eigenschafts- oder Beiwort) には叙述用法と限定用法があり、前者では不変化である（語尾がつかない）が、後者では修飾する名詞の性・格・数に一致して変化し、その変化のしかたは定冠詞類の有無によって異なる。
常に修飾する名詞の性・格・数に影響を受けない無変化形容詞もある。外来語の形容詞の一部(prima, klasse, rosa, lilaなど)や、地名や数詞に -er を付加して得られる形容詞(Wiener Kaffee「ウィンナ・コーヒー」, in den 90er Jahren「90年代」)がそうである。
英語と同様の比較級(-er)と最上級(-(e)st)も存在するが、これらも限定用法では形容詞語尾が付加される。一部の形容詞の比較級・最上級は不規則である（gut - besser - bestなど）。
以下に、gut を例に変化を示す。

### 強変化（形容詞 + 名詞）
定冠詞（類）と同様に強変化する。属格で語尾に -(e)s を伴う大半の男・中性名詞に形容詞がついた時はその形容詞は弱変化する（語尾 -en が付く）が、男性弱変化名詞は属格を示す語尾がない為、形容詞は強変化する（語尾 -es が付く）。
| 格       | 単数         | 単数           | 単数         | 単数           | 複数          |
| 格       | 男性         | 男性弱変化     | 女性         | 中性           | 複数          |
| -------- | ------------ | -------------- | ------------ | -------------- | ------------- |
| 主格 (1) | guter Vater  | guter Mensch   | gute Mutter  | gutes Kind     | gute Briefe   |
| 属格 (2) | guten Vaters | gutes Menschen | guter Mutter | guten Kind(e)s | guter Briefe  |
| 与格 (3) | gutem Vater  | gutem Menschen | guter Mutter | gutem Kind(e)  | guten Briefen |
| 対格 (4) | guten Vater  | guten Menschen | gute Mutter  | gutes Kind     | gute Briefe   |

### 弱変化（定冠詞類 + 形容詞 + 名詞）
定冠詞類が格変化するので弱変化になる。
| 格       | 単数             | 単数             | 単数              | 複数              |
| 格       | 男性             | 女性             | 中性              | 複数              |
| -------- | ---------------- | ---------------- | ----------------- | ----------------- |
| 主格 (1) | der gute Vater   | die gute Mutter  | das gute Kind     | die guten Briefe  |
| 属格 (2) | des guten Vaters | der guten Mutter | des guten Kindes  | der guten Briefe  |
| 与格 (3) | dem guten Vater  | der guten Mutter | dem guten Kind(e) | den guten Briefen |
| 対格 (4) | den guten Vater  | die gute Mutter  | das gute Kind     | die guten Briefe  |

### 混合変化（不定冠詞類 + 形容詞 + 名詞）
基本的に不定冠詞が格変化して弱変化になる。不定冠詞が弱変化のところ（男性主格・中性主格・中性対格）のみ強変化になる。
| 格       | 単数               | 単数               | 単数                | 複数                 |
| 格       | 男性               | 女性               | 中性                | 複数                 |
| -------- | ------------------ | ------------------ | ------------------- | -------------------- |
| 主格 (1) | ein guter Vater    | eine gute Mutter   | ein gutes Kind      | meine guten Briefe   |
| 属格 (2) | eines guten Vaters | einer guten Mutter | eines guten Kindes  | meiner guten Briefe  |
| 与格 (3) | einem guten Vater  | einer guten Mutter | einem guten Kind(e) | meinen guten Briefen |
| 対格 (4) | einen guten Vater  | eine gute Mutter   | ein gutes Kind      | meine guten Briefe   |

## 命令法

### 命令形の形
現代ドイツ語の命令法（独：Imperativ）には、２人称du (君), ihr (君たち), Sie (あなた、あなた方）に対する形が存在する。du, ihrに対する命令形は主語がない（Komm!「来い」）。それに対して敬称のSieに対する命令形は、主語が存在する（Kommen Sie!）。その点で接続法Ⅰ式に対応していると言える。活用は主に次のようになる。
不定詞　-(e)n
duに対して　- (e)!　　　　　　Sag(e)!　言え！
ihrに対して　- (e)t!　　　　　 Sagt!
Sieに対して　-(e)n　Sie!　　　Sagen Sie!
例外としてseinは次のように不規則変化をする。
duに対して　Sei!
ihrに対して　Seid!
Sieに対して　Seien Sie!

### duに対する命令形の作り方
1. 語尾-e
動詞語幹に語尾-eをつけるか、語尾をつけない。語尾-eは口語では省略することが多い。
（例）Schlaf(e)!　寝なさい！
2. 不定詞の語幹が-d, -t, -tel, -er, -igで終わる動詞
ただし、不定詞の語幹が-d, -t, -tel, -er, -igで終わる動詞（例：läden, arbeiten, basteln, ändern, entschuldigen）の場合には、語尾に-eを省略しない。
（例）Antworte auf meine Frage!　私の質問に答えよ！
3. 変音（ウムラウト）する動詞
変音（ウムラウト）する動詞（例： schlagen, tragen）の場合、命令形では変音しない。
（例）duに対して　Fahre langsamer!　もっとゆっくり走行せよ！　×Fähre
4. 幹母音eが2人称・3人称単数でiあるいはieに変化する動詞
2人称・3人称単数で幹母音eがiあるいはieになる動詞（例：geben, sehen）の命令形は、現在人称変化から人称語尾を取り除いた形となり、-eは付けない。ただし、sehenのihrとSieに対する命令形は、一般の命令形と同じ変化である。
（例）duに対して　Sprich nicht so schnell!　そんなに速く話さないで！
ihrに対して　Sprecht nicht so schnell!
Sieに対して　Sprechen Sie nicht so schnell!
幹母音がeからiになる動詞の例外として、werdenがある。
（例）duに対して　Werde! 　×Wird!
ihrに対して　Werdet!
Sieに対して　Werden Sie!

### 命令法での注意点
1. 分離動詞
分離動詞（例：anrufen, aufmachen）の場合、命令形では分離する。
（例）Hör(e) mir zu!　私の言うことを聞け！
2. 再帰動詞
再帰動詞（例：sich ansehen, sich lassen）の場合、再帰目的語は主語の人称に従う。
（例）duに対して　Leg(e) dich hin!　横たわれ！
ihrに対して　Legt euch hin!
Sieに対して　Legen Sie sich hin!
3. 書き言葉で使われる特別なsiehe
論文などの文章中に使われる「参照せよ」の場合には、sieheというeが付く形が使われるが、その場合には感嘆符は使用されない。
（例）Siehe S.40.　「40ページを見よ。」